# Chiesa dei Santi Cerbone e Michele

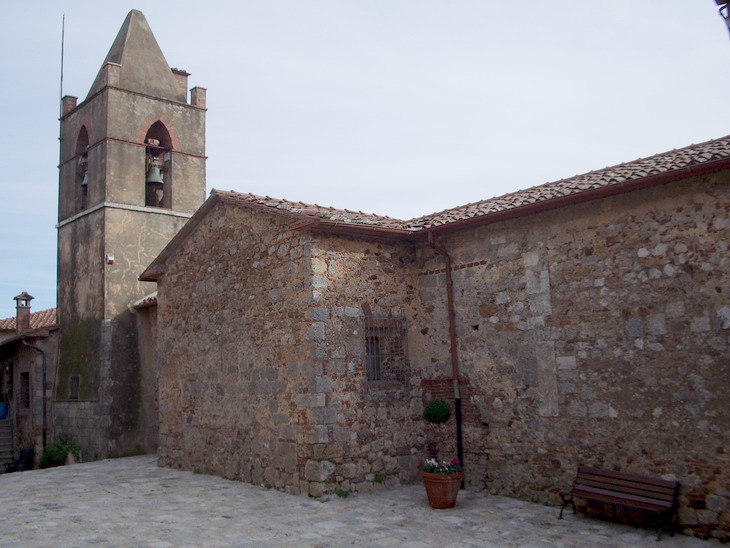
Campanile e fianco laterale sinistro della chiesa

La chiesa dei Santi Cerbone e Michele è un edificio religioso situato a Montorsaio, nel comune di Campagnatico nella provincia di Grosseto.

## Storia
La chiesa è documentata a partire dal 1188. Il titolo di San Michele le deriva dal romitorio di San Michele Arcangelo, posto fuori le mura, caduto in rovina nel XVIII secolo. Ha subito pesanti rimaneggiamenti nel corso del XVII e del XIX secolo.

## Descrizione
L'edificio si presenta a pianta rettangolare con copertura a capriate lignee. Nella zona presbiteriale, durante i restauri iniziati nel 1981 secondo il progetto dell'architetto Carlo Moni, furono rinvenuti nel 1984 resti delle fondamenta dell'abside semicircolare originaria.
Appartiene alla chiesa una delicata Madonna col Bambino di Sano di Pietro, in deposito nel Museo Diocesano di Grosseto, di cui è esposta sull'altare una riproduzione, detta Madonna del Refugio. Nella sagrestia sono due ricchi armadi lignei intagliati con festoni e testine angeliche riferibili rispettivamente al XVI e al XVII secolo.